# Ernst von der Burg
Ernst Engelbert Oskar Wilhelm von der Burg (24 tháng 4 năm 1831 tại Luckenwalde – 3 tháng 11 năm 1910 tại Berlin-Charlottenburg) là một Thượng tướng Pháo binh và nhà ngoại giao (tùy viên quân sự) của Vương quốc Phổ, từng là cố vấn của Thái tử Friedrich Wilhelm.

## Gia đình

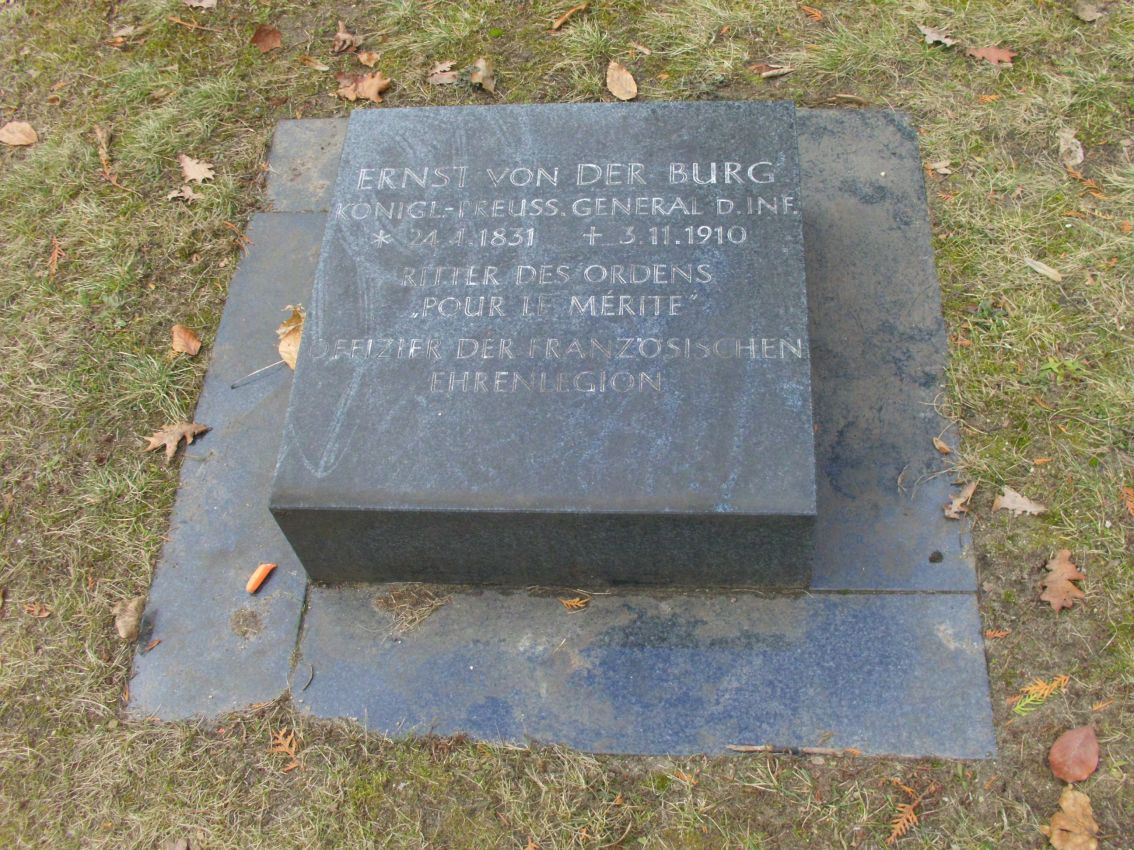
Mộ phần của Ernst v. d. Burg tại nghĩa trang Invalidenfriedhof Berlin (ảnh chụp năm 2013)

Burg xuất thân trong một gia đình đã được ghi nhận vào khoảng năm 1600 ở Lennep (Công quốc Berg) và là con trai của Thiếu tá Vương quốc Phổ Karl Wilhelm von der Burg (1797 – 1882) và bà Karoline Elise Ernestine Marie Wildungen (1811 – 1887). Vào ngày 9 tháng 1 năm 1868, tại Winterthur (Bamg Zürich), ông đã kết hôn với Ida Rieter (8 tháng 8 năm 1846 tại Winterthur – 11 tháng 1 năm 1924 tại Wicken, Landkreis Bartenstein, Đông Phổ), con gái của thương gia Adolf Rieter và bà Maria Ida Rothpletz. Cuộc hôn nhân đã mang lại cho họ một người con gái duy nhất là Johanna (Jeanne).

## Cuộc đời và hoạt động
Burg đã nhập ngũ trong quân đội Phổ khi ông còn trẻ. Vào thập niên 1860, ông được cử làm tùy viên quân sự Phổ ở Firenze. Từ năm 1862 cho đến năm 1863, với cấp bậc Thiếu tá, ông giữ chức vụ tùy viên quân sự trong phái đoàn ngoại giao Phổ ở Paris, với trách nhiệm duy trì mối quan hệ quân sự với Đế quốc Pháp. Trong cuộc Chiến tranh Pháp-Đức (1870 – 1871), ông mang quân hàm thượng tá, và giữ chức Tham mưu trưởng của Quân đoàn I.
Về sau này, Burg được lên cấp Đại tướng và trở thành cố vấn cá nhân của Thái tử Phổ Friedrich III. Ngoài ra, ông còn là Thống đốc quân sự của pháo đài Straßburg kể từ năm 1884 cho đến năm 1886. Ông đã giải ngũ với cấp bậc Thượng tướng Pháo binh à la suite của Trung đoàn Pháo dã chiến Cận vệ số 1 ở kinh đô Berlin. Ông từ trần vào ngày 3 tháng 11 năm 1910.
Ernst von der Burg được mai táng ở Invalidenfriedhof Berlin, và mộ phần của ông ở đây đến nay vẫn còn tồn tại.

## Phong thưởng
- Hiệp sĩ Huân chương Quân công với Lá sồi
- Đại Thập tự của Huân chương Đại bàng Đỏ (Phổ) với Lá sồi và Bảo kiếm trên Chiếc nhẫn
- Hiệp sĩ Quân đoàn danh dự Pháp

## Tác phẩm
- Erinnerungen aus Krieg und Frieden, 1903.